# Suối Đắk R'Tih
Đăk R’tih hay Đắk R’tih là phụ lưu cấp 2 của sông Đồng Nai, chảy ở huyện Tuy Đức tỉnh Đắk Nông, Việt Nam .

## Dòng chảy
Đăk R’tih bắt nguồn từ các suối ở vùng núi xã Đăk Buk So và Đăk R'Tih huyện Tuy Đức. 12°12′01″B 107°28′03″Đ / 12,200302°B 107,467589°Đ
Đăk R’tih chảy uốn lượn về hướng nam đến thị trấn Kiến Đức huyện Đăk R’lấp thì đổi hướng đông nam rồi hướng đông. Khi đến gần thành phố Gia Nghĩa và quốc lộ 14 thì nó tiếp nhận nước từ dòng Đắk N'Drung, chuyển hướng nam và đổ vào dòng sông Đắk Nông 11°56′51″B 107°39′28″Đ / 11,947439°B 107,657668°Đ
Sau đó sông Đắk Nông đổ vào sông Đồng Nai .

## Thủy điện
Thủy điện Đăk R’Tih xây dựng trên dòng Đăk R’tih tại vùng đất giáp ranh thị xã Gia Nghĩa và xã Nhân Cơ huyện Đăk R’lấp tỉnh Đắk Nông, có công suất lắp máy 144 MW, hoàn thành tháng 8/2011 .

## Chỉ dẫn
1. ↑  Trong tiếng các dân tộc thuộc nhóm ngôn ngữ Môn-Khmer ở Tây Nguyên và trong tiếng Việt cổ (trước thế kỷ 16, xem Chữ Nôm) thì đăk đã có nghĩa là nước, sông, suối, còn krông nghĩa là sông.